# Rocío García Pérez
Rocío García Pérez (Cornellà de Llobregat, 2 de març de 1968) és una periodista, funcionària i política catalana.
Licenciada en Ciències de la Informació per la Universitat Autònoma de Barcelona i amb un postgrau en Ciència Política i Dret Constitucional per la Universitat de Barcelona, García Pérez és tècnica superior de comunicació de l'Ajuntament de Cornellà de Llobregat. Hi té una excedència per causa del seu càrrec de regidora d'aquest mateix òrgan municipal des del juny de 2003 —temps durant el qual ha actuat de Regidora de Cultura, Solidaritat i Cooperació, de Primera Tinent d'Alcalde de Cultura i Comunicació i, posteriorment, de Tinenta d'Alcalde d'Igualtat i Educació. Durant aquest període ha exercit també en condició de representant municipal la direcció de Ràdio Cornellà (2000 - 2003) i la secretaria de l'Observatori de les Dones en els Mitjans de Comunicació.
D'ençà de les eleccions de febrer de 2021 és també diputada del Parlament de Catalunya pel PSC, en la llista electoral del qual ocupava la setzena posició a la circumscripció de Barcelona.